# Mein Onkel, der Gangster
Mein Onkel, der Gangster (Originaltitel: Les Tontons flingueurs) ist eine französisch-deutsch-italienische Gaunerkomödie aus dem Jahre 1963 mit Lino Ventura und Sabine Sinjen in den Hauptrollen.

## Handlung
Fernand Naudin ist ein grundsolider Vertreter von landwirtschaftlichen Maschinen in der französischen Provinz (Montauban). Das war nicht immer so. Einst war er ein berüchtigter Unterweltganove, doch diese Zeiten hat er längst hinter sich gelassen. Glaubt er zumindest. Denn jetzt holt ihn seine Vergangenheit wieder ein: Sein Jugendfreund und späterer Partner in Crime, Louis, besser bekannt unter dem schillernden Pseudonym „der Mexikaner“, ist aus dem selbstgewählten Exil nach Paris heimgekehrt. Er bittet Fernand dorthin, um ihn zu sprechen, da dieser einer der wenigen Menschen ist, denen „der Mexikaner“ heute noch vertraut. Louis war der Anführer eines Verbrechersyndikates und ist heute sterbenskrank. Er möchte in Frankreich begraben werden und „vermacht“ Fernand daher die Leitung seiner Organisation. Fernand ist alles andere als begeistert davon, denn er hat sich einst geschworen, nie mehr wieder in die Unterwelt abzutauchen. Außerdem hat die Erbschaft einen Haken. Louis, „der Mexikaner“ hat auch noch ein munteres, bildhübsches Töchterlein namens Patricia, das von der finsteren Existenz des Herrn Papa rein gar nichts weiß. Und ausgerechnet um die soll sich der Erbe wider Willen auch noch kümmern. Patricia zuliebe will Fernand sich um das Erbe kümmern, denn sie soll, nach Louis’ Willen, auch zukünftig ein behütetes Leben führen können. Und außerdem wird Patricia wohl kaum dieses anrüchige Firmenkonglomerat, bestehend aus einer Spielhölle, einer Schwarzbrennerei und einem veritablen Puff, verwalten wollen. 
Diese Regelung wiederum passt einigen Herren Gangstern ganz und gar nicht. Vor allem die etwas vertrottelten Brüder Raoul und Paul Volfoni, vom Phänotypus her wie Pat und Patachon, murren und sind strikt dagegen, haben sie doch gehofft, selbst in die Fußstapfen des sterbenden Syndikatspaten treten zu können. Um Patricia sorgte sich bislang Monsieur Folace, Louis’ Hausanwalt und Notar, und Fernand muss bald feststellen, dass die junge Dame zwar goldig und schnuckelig ist, es zugleich aber auch faustdick hinter den Ohren hat. Sie schwänzt notorisch die Schule, ist am liebsten auf Partys und hat mit dem leicht wunderlichen Antoine Delafoy, einem etwas verhuschten, in anderen Sphären schwebenden Künstler-Schöngeist, auch noch einen, wie Fernand findet, etwas seltsamen Freund, der so gar nicht in seine raue Gangsterwelt passt. Schließlich soll, das ist Louis’ Wille, seine Tochter einmal „gutbürgerlich“ heiraten. Während Fernand alle Hände voll zu tun hat, Ordnung in dieses allgemeine Chaos zu bringen, bemühen sich die intriganten aber geistig nicht allzu aufgeweckten Volfoni-Brüder redlich, ihn auszubooten und die Kontrolle über die Unterweltorganisation zu bekommen. Während die Volfonis sich ebenso intensiv wie erfolglos abmühen, bekommt es Naudin auch noch mit einem richtig fiesen Ganoven zu tun: Théo, ein Alkoholschmuggler, will Fernand ins Jenseits befördern und mit seinem Kumpel Tomate selbst die Macht in Louis’ Imperium übernehmen. Der Mordanschlag soll danach aussehen, als hätten ihn die Volfonis verübt. Schließlich führen die Gangsterkabbeleien in ein riesiges Besäufnis und zur Hochzeit von Patricia …

## Produktionsnotizen

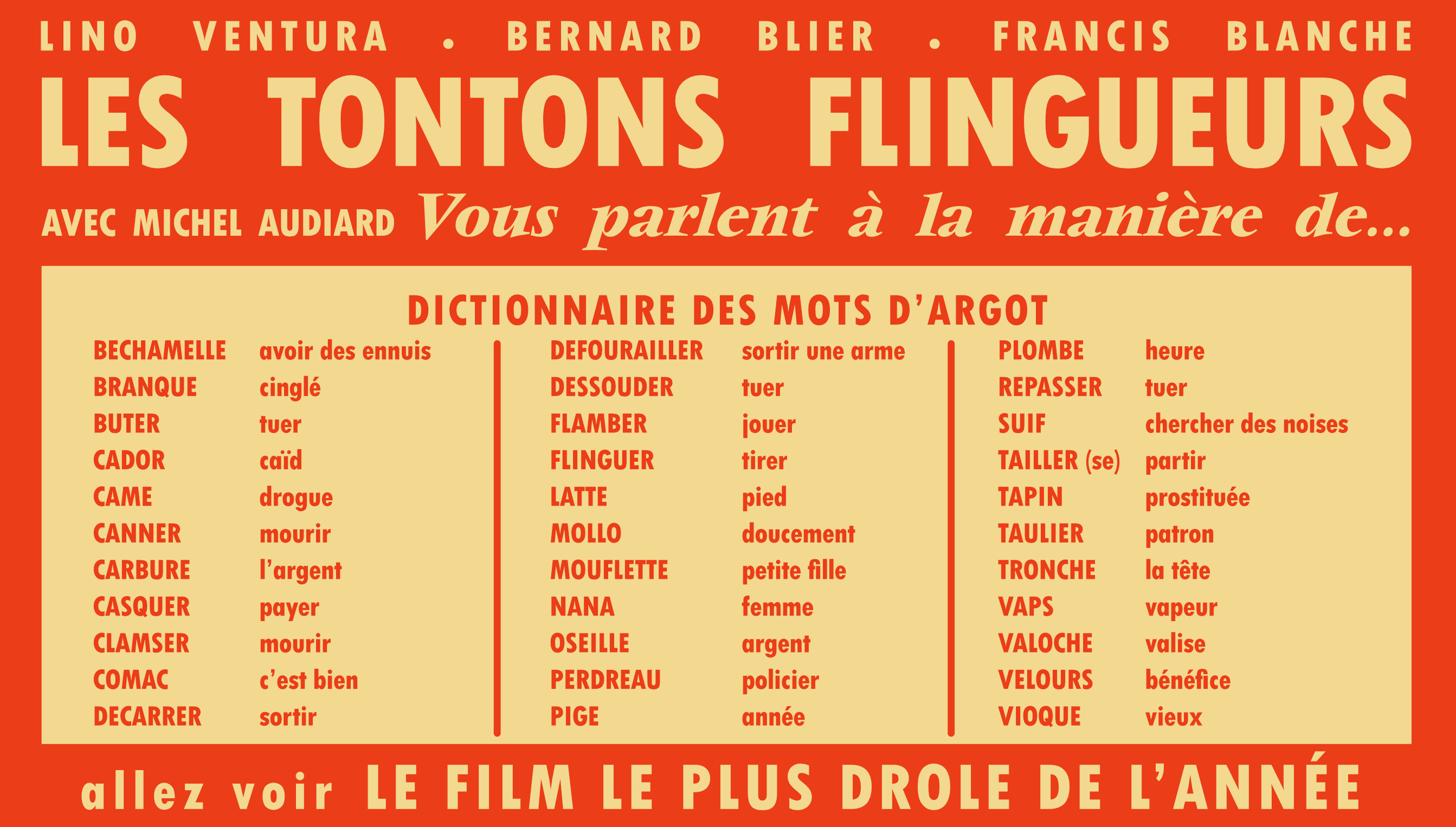
Spezielle im Film benutzte oder kreierte Worte und Begriffe, die daraufhin Teil der französischen Umgangssprache wurden

Mein Onkel, der Gangster wurde im Frühling 1963 in Frankreich gedreht und am 4. Oktober 1963 in Deutschland uraufgeführt. Die französische Erstaufführung war am 27. November 1963.
Dem von Albert Simonin und Georges Lautner verfassten Drehbuch lag Simonins Roman Grisbi or not grisbi zugrunde.
Jean Mandaroux entwarf die Filmbauten. Die für diesen Film typischen Dialogphrasen stammen von Michel Audiard.
Mein Onkel, der Gangster war in Frankreich ein gewaltiger Publikumserfolg. Mehr als 3,3 Millionen Kinogänger besuchten die Vorstellungen. Der Film besitzt in Frankreich, nicht zuletzt zahlloser Fernseheinsätze, mittlerweile Kultcharakter. Bestimmte Redewendungen und Begrifflichkeiten haben Einzug in die französische Umgangssprache gehalten. Daher wurde der Film auch 10. September 2009 in einer restaurierten Fassung in den französischen Kinos erneut herausgebracht.

## Kritiken
„Gangster sein oder nicht sein? Um diese Frage kreist diese sehr turbulente französisch-deutsche Komödie aus Paris. Sie lebt von den akrobatischen Szenen, die Albert Simonin schrieb, von den drolligen Dialogen Michel Audiards und der sich genüßlich am Witz weidenden Regie Georg Lautners. Auf dem Sterbebett vermacht ein Gangster seinem ehemaligen, jetzt bürgerlichen Kumpel nicht nur sein verzweigtes ‚Syndikat‘, sondern auch seine klösterlich erzogene, aber äußerst eigenwillige Tochter. Aus Gaunertreue wird das Erbe angetreten, und los geht das ‚schlagkräftige‘ Getümmel um den neuen Boß, den Lino Ventura ganz prächtig hinstellt. Um ihn herum Gaunerkavaliere, die mit wahrer Wonne von Bernard Blier und vielen anderen ausgespielt werden. Sabine Sinjen mimt etwas verschraubt das ahnungslose Gangstertöchterchen. (…) Das letzte Drittel des Film [sic!] bietet mit einem Küchenbesäufnis der Ganoven und einer Hochzeit unter Pulverdampf wirklich umwerfend komische Szenen besten gallischen Humors.“

In Filme 1962/64 ist folgendes zu lesen: „Nicht immer geschmackssichere und geistreiche, doch ausreichend erheiternde Parodie auf Gaunerfilme.“
„Bis heute zählt Les Tontons flingueurs zu den Klassikern der französischen Kinogeschichte. Diesen Erfolg verdankt der Film neben seinen charismatischen Darstellern vor allem der humoristischen Interpretation der Gangsterromanvorlage von Albert Simonin durch Regisseur Georges Lautner. (…) Großen Anteil am Erfolg vieler Filme Lautners hatte der Drehbuchautor Michel Audiard. Auch in Les Tontons flingueurs haben seine Dialoge maßgeblichen Anteil an der komödiantischen Entfaltung der Charaktere und spielen dabei zuweilen auch auf ein damals noch gespanntes deutsch-französisches Verhältnis nach dem Krieg an.“